# Acrobunus
Acrobunus – rodzaj kosarzy z podrzędu Laniatores i rodziny Epedanidae.

## Występowanie
Przedstawiciele rodzaju wykazani są dotychczas z Borneo i Sumatry

## Systematyka
Opisano dotąd 3 gatunki z tego rodzaju:
- Acrobunus bifasciatus Thorell, 1891
- Acrobunus nigropunctatus Thorell, 1891
- Acrobunus thorelli Banks, 1930